# Fusillade de Columbine
La fusillade de Columbine (également appelée Columbine high school massacre ou tuerie de Columbine) est une tuerie en milieu scolaire qui s’est produite le 20 avril 1999 à l'école secondaire Columbine (Columbine High School) située à Columbine près de la ville de Littleton, dans le comté de Jefferson, dans l'État du Colorado aux États-Unis.
Deux élèves, Eric Harris et Dylan Klebold, ont tué douze élèves et un professeur, et blessé plus ou moins grièvement vingt-et-un autres élèves, dont trois qui tentaient de fuir. Harris et Klebold se sont suicidés dans la bibliothèque de l'établissement après la fusillade, faisant de cet évènement le sixième massacre (troisième à l'époque) le plus meurtrier perpétré dans une école aux États-Unis, après l’attentat de Bath Consolidated School en 1927, la fusillade de l'université Virginia Tech en 2007, la tuerie de l'école primaire Sandy Hook en 2012, la fusillade de Parkland en 2018 et le massacre de l’université de Texas en 1966.
Ce massacre a provoqué un grand émoi aux États-Unis et soulevé des débats sur le terrorisme, sur les lois de contrôle des armes à feu, la disponibilité de ces armes, la sécurité dans les écoles et l'influence des jeux vidéo, de la musique et des films,,. De nombreux films, séries, livres ou musiques ont mis en scène ou se sont inspirés du massacre de Columbine, notamment le documentaire Bowling for Columbine de Michael Moore ou le film Elephant de Gus Van Sant.

## Avant le massacre
Dylan Bennet Klebold est né le 11 septembre 1981 à Lakewood (Colorado). Son père, Tom Klebold, était géophysicien, sa mère, Suzan Klebold, travaillait avec des adultes handicapés. Il avait un grand frère, Byron. Eric David Harris est né le 9 avril 1981 à Wichita (Kansas). Il est le fils de Wayne Harris, transporteur dans l'US Air Force, et de Katherine Harris, traiteur. Il avait également un frère, Kevin. En 1993, la famille d'Eric déménage à Littleton, il va alors à l’école Cary Middle où il fait la rencontre de Dylan.
En 1996, Eric Harris créa un site Internet dont l'objectif initial était de diffuser des niveaux du jeu Doom, mais le site devint rapidement une sorte de journal intime de Harris dans lequel celui-ci inscrivait ses sentiments et pensées envers ses parents, l’école et ses amis. Au fil des mois, le ton devint plus violent et la méfiance de Harris envers la société plus évidente. Harris commença à publier des méthodes de fabrication d'explosifs.
Le site ne comptait pas beaucoup de visiteurs et ne causait pas spécialement de problèmes jusqu'en 1997, lorsque Harris y publia des menaces de mort concernant Brooks Brown, un de ses anciens amis. La mère de Brown porta plainte auprès du bureau du shérif du comté de Jefferson au sujet d'Eric Harris, le croyant dangereux, et une enquête fut ouverte. Michael Guerra, l'adjoint du shérif du comté, découvrit que Harris avait publié une liste d’étudiants et d’enseignants à abattre en premier à l'école secondaire Columbine, et que la teneur de ses propos était généralement d'une grande violence. L'idée de mourir ou de tuer ceux qui ne l'aimaient pas était manifestement présente dans les écrits de l'adolescent. Harris admit avoir des explosifs. Guerra rédigea un rapport en vue d'obtenir un mandat de perquisition pour la maison des Harris, mais il ne fut jamais transmis à un juge ; son existence n'allait être connue qu'en 2001, deux ans après le massacre, grâce à l'émission télévisée 60 Minutes.
Une fois ce rapport révélé, une série d'enquêtes furent menées concernant le comté de Jefferson. Quelques jours après le massacre de Columbine, de hauts responsables du comté s'étaient réunis en secret et avaient décidé de ne pas rendre publique l'existence de ce rapport. Les fichiers de l'inspecteur Guerra concernant ce dossier avaient disparu des ordinateurs du comté. Des copies partielles de ces fichiers ont finalement été retrouvées, mais le rapport intégral semble définitivement perdu.

### Arrestation
Le 30 janvier 1998, Eric Harris et Dylan Klebold sont arrêtés en possession d’outils et d’équipements volés quelques minutes plus tôt dans une fourgonnette stationnée près de Littleton dans le Colorado. Les deux adolescents passent devant un juge et plaident « coupable » à l’accusation de vol. Il est mis en avant par le juge que les deux jeunes avaient besoin d'une aide psychologique. Ils sont condamnés à suivre des soins psychiatriques qui durent deux mois, dont une séance portant sur la gestion de la colère. Harris commence également à suivre une thérapie avec un psychologue et la poursuit pendant environ un an.
Peu après l’audience de Klebold, le site de Harris retrouve son but principal : la diffusion de niveaux du jeu Doom. Harris commence à écrire ses pensées et ses plans dans un journal papier. Il conserve une partie de son site sur les armes à feu et sur la construction de bombes artisanales. Lorsque l’existence de ce site est évoquée dans les médias, le fournisseur d'accès AOL le supprime définitivement de ses serveurs.

### Traitement
Harris souffre de dépression, de poussées de colère et de pensées suicidaires. Plusieurs types d'antidépresseurs lui sont prescrits, tout d’abord du Zoloft puis du Luvox. Certains psychiatres, dont Peter Breggin, ont fait valoir que ces deux médicaments peuvent avoir contribué aux actions de Harris.

### Journal et vidéos
Les deux garçons élaborent un plan détaillé qu’ils écrivent dans leur journal. Ils y prévoient le détournement d’un avion à l'aéroport international de Denver afin de s’enfuir au Mexique ou de s’écraser sur un immeuble à New York (plan considéré comme similaire à celui des attentats du 11 septembre 2001). Le journal contient également les détails de l’attaque : après avoir réglé les bombes dans la cafétéria pour qu’elles explosent à l'heure de la plus grande affluence, tuant plusieurs centaines d'étudiants, ils utiliseraient leurs fusils pour tirer sur les survivants tentant de fuir l'école. Cependant, ce plan initial a échoué puisque leurs explosifs principaux n'ont pas explosé.
Les deux garçons tournaient également des vidéos les représentants en train de tirer dans les collines environnantes, ou encore des courts métrages, comme Hitman for Hire en novembre 1998, racontant l'histoire de deux tueurs à gages louant leurs services aux victimes contre de l'argent. Le 20 avril, environ 30 minutes avant l’attaque, ils réalisent une vidéo dans laquelle ils disent au revoir et présentent leurs excuses à leurs amis et leur famille.

### Armes

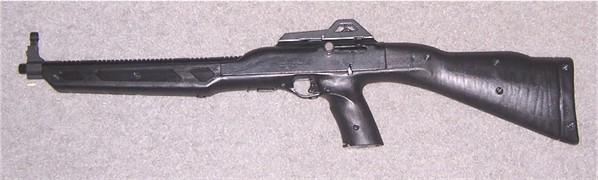
Carabine Hi-Point, modèle 995, calibre 9mm.

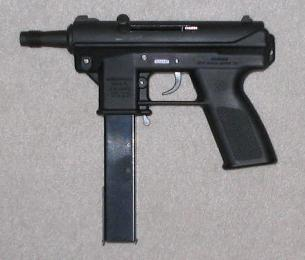
Intratec TEC-DC9.

Dans les mois précédant les attentats, Harris et Klebold font l’acquisition de deux armes à feu 9 mm et deux fusils de chasse calibre 12. Une des armes et les deux fusils de chasse ont été achetés par une amie, Robyn Anderson, au Salon de Tanner Gun en décembre 1998. Harris et Klebold achetèrent une arme de poing à un autre ami, Mark Manes, pour 500 $. Manes a été emprisonné après le massacre de Columbine, pour la vente d'une arme de poing à un mineur, comme le fut Philip Duran qui les avait mis en contact.
Grâce aux instructions trouvées sur Internet, les deux adolescents fabriquèrent 98 engins explosifs improvisés de taille et de conception diverses, dont des bombes au propane (15), des bombes tuyau (pipe bomb) (27), des cocktails Molotov (7) et des bombes au CO2 (49, dont une sous forme de roquette). Ils ont également scié les canons et les crosses des fusils de chasse afin de mieux les dissimuler.
Lors du massacre, Dylan porte sur lui plusieurs couteaux, un fusil et un pistolet semi-automatique 9 mm. Quant à Eric, il possède un couteau de chasse, une carabine ainsi qu'un fusil à pompe de calibre 12.

## Chronologie

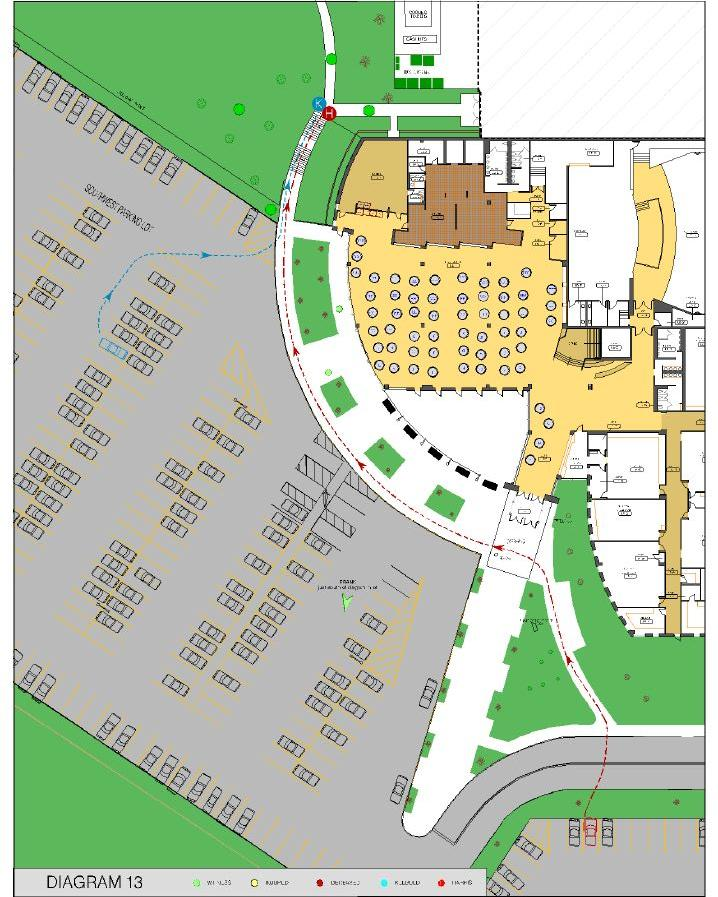
Diagramme réalisé par le FBI sur les déplacements d'Eric Harris et Dylan Klebold.

Note : toutes les heures sont exprimées en heure des Rocheuses, c'est-à-dire UTC-6.
À 11h10, le 20 avril 1999, Eric Harris et Dylan Klebold arrivent à l'école secondaire Columbine dans deux voitures différentes. Ils se garent dans deux stationnements différents sur des emplacements non réservés. Ils s'équipent et se rejoignent peu après. Pendant qu'Eric décharge les sacs de sport de sa voiture, un étudiant, Brooks Brown (celui-là même qui était à l'origine de la plainte contre Harris à la suite de menaces de mort) aperçoit Eric Harris et tente de discuter avec lui. Eric lui répond : « Brooks, I like you now. Get out of here. Go home. » (« Brooks, je t'aime bien maintenant. Va-t'en. Rentre chez toi. ») Eric et Dylan se postent en deux points stratégiques offrant une bonne vue sur la cafétéria et contrôlant les deux principales sorties.
À 11h14, une bombe, placée dans un champ à 800 m de l'école, explose comme prévu. Le but était de créer une diversion et de mobiliser pompiers et policiers à ce moment. Les pompiers parviennent rapidement à éteindre le feu créé par l'explosion. Harris et Klebold pénètrent alors dans la cafétéria de l'établissement pour y placer deux bonbonnes de gaz propane de 9 kg, chacune censée exploser à 11h17. La vidéo de surveillance de la cafétéria n'a pas enregistré ce moment-là, l'opérateur étant alors en train de changer de bande. Une fois les charges (dissimulées dans de grands sacs) placées, Harris et Klebold ressortent et reprennent leurs places respectives près de leurs voitures. Les explosifs sont assez puissants pour détruire la cafétéria, voire pour faire s'effondrer la bibliothèque située au premier étage. Harris et Klebold ont prévu de garder les sorties afin d'éliminer les étudiants survivants qui tenteraient de s'échapper.
À 11h17, les bombes de la cafétéria n'ayant pas explosé, Harris et Klebold rentrent dans leur voiture pour se vêtir de manteaux noirs, de lunettes de soleil et récupérer leurs fusils d'assaut. Ils se dirigent alors vers l'escalier de l'entrée ouest qui est le point le plus élevé du campus.

### Début de la fusillade
À 11h19, un témoin entend Eric Harris crier « Go! Go! Go! » après que ce dernier et Dylan Klebold aient enlevé leurs lunettes de soleil et chargé leurs armes. Les deux adolescents ouvrent alors le feu sur Rachel Scott et Richard Castaldo, qui sont en train de déjeuner assis sur un monticule herbeux à côté de l'entrée ouest de l'école. Scott est tuée et Castaldo est grièvement blessé. Personne ne sait qui a commencé à tirer ni qui a tué Scott. Harris sort son fusil à pompe semi-automatique et tire, avec Klebold, sur un groupe de trois étudiants vers l'escalier ouest - Daniel Rohrbough, Sean Graves et Lance Kirklin. Harris se retourne et tire sur des étudiants assis dans l'herbe vers le sud ; Michael Johnson est touché, mais peut s'enfuir. Mark Taylor est également touché. Klebold descend alors l'escalier en direction de la cafétéria, il tire une fois de plus sur Lance Kirklin au visage, le blessant grièvement. Il se dirige ensuite vers Daniel Rohrbough qui rampait pour descendre les escaliers et lui tire dans le dos à bout portant, le tuant. Il se dirige ensuite vers la cafétéria, certainement pour voir pourquoi les bombes au propane n'avaient pas explosé. Pendant ce temps, Harris enlève son manteau, sort sa carabine et tire sur une étudiante, Anne-Marie Hochhalter, qui est blessée alors qu'elle tentait de fuir. Après quelques secondes, Klebold remonte l'escalier et rejoint Harris. Une professeur d'arts plastiques, Patti Nielson, pensant que Harris et Klebold tournaient une vidéo amateur, se dirige vers eux avec l'étudiant Brian Anderson et les interpelle en leur demandant d'arrêter. Harris tire alors en direction de Patti Nielson, qui est blessée par des éclats de verre, elle parvient à se réfugier dans la bibliothèque, où elle parvient à prévenir la police par téléphone. Brian Anderson est également blessé par des éclats de verre.
À 11h24, un premier policier arrive sur les lieux et échange des coups de feu avec Harris et Klebold. L'alerte est alors donnée et les autorités, bien que dépassées comme le montrent les enregistrements de leurs échanges radio, savent qu'une fusillade était en cours dans l'école secondaire Columbine. Lorsque l'officier est à court de munitions, Harris et Klebold entrent dans l'école et se dirigent vers la cafétéria en traversant les couloirs, tirant sur ceux qu'ils rencontraient sans distinction : Stephanie Munson à la cheville ainsi que William « Dave » Sanders dans le dos et au cou, ce dernier tentait de prévenir les étudiants de la bibliothèque. Il meurt à 15h, des suites d'une très grave hémorragie.

### Massacre de la bibliothèque

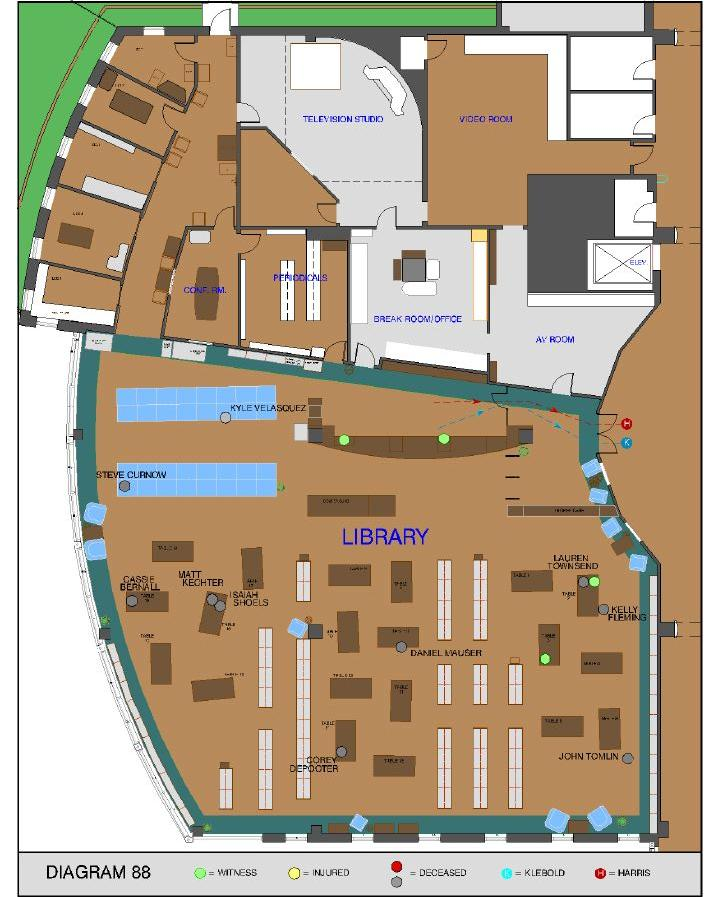
Schéma du FBI sur les déplacements d'Eric Harris et Dylan Klebold dans la bibliothèque.

À 11h29, les deux élèves pénètrent dans la bibliothèque où se cachent alors sous les tables 52 étudiants et deux professeurs dont l'enseignante Patti Nielson. Harris hurle « Get up! » (« Debout ! »), assez fort pour qu'on l'entende sur l'enregistrement de l'appel que Patti Nielson passait alors à la police. Des étudiants affirment avoir entendu Klebold crier des choses telles que : « Everybody with white hats, stand up! This is for all the shit you've given us for the past four years! » (« Tous ceux avec des casquettes blanches, levez-vous ! C'est pour toutes les saloperies que vous nous avez fait subir durant ces quatre dernières années ! ») — il était de coutume de porter une casquette blanche chez les sportifs de l'école secondaire Columbine — ou encore « All jocks stand up! We'll get the guys in white hats » (« Tous les sportifs, levez-vous ! On va se faire les gars aux casquettes blanches »). Les deux étudiants tirent sur les élèves cachés sous les tables, discutent avec certains avant de les abattre ou de les laisser partir comme John Savage, un ami de Dylan, à qui ce dernier ordonne de partir, ou encore Cassie Bernall et une autre jeune fille à qui un des tueurs a demandé : « Do you believe in God? » (« Crois-tu en Dieu ? ») Les jeunes filles lui ont alors répondu qu'elles y croyaient. Une troisième, Valeen Schnurr, a confessé sa foi et a survécu. Eric tire alors, tuant sur le coup Cassie ; le recul de l'arme lui casse le nez. Ils font dans ce lieu le plus grand nombre de victimes : dix élèves périssent en sept minutes. Ils lancent également plusieurs bombes, bien que nombre d'entre elles ne soient pas fonctionnelles. Dylan évoque alors l'idée de commencer à poignarder les étudiants : « Maybe we should start knifing people, that might be more fun ». (« Peut-être qu'on devrait commencer à poignarder les gens, ça serait plus drôle. »)
À 11h42, les deux étudiants sortent de la bibliothèque, certainement à cause du nez de Harris qui saignait abondamment, mettant ainsi fin au massacre. Ils se rendent à la cafétéria qu'ils vandalisent puis errent dans les couloirs de l'établissement, terrorisant les élèves cachés dans leurs salles de classe ou dans les toilettes en les menaçant de mort, mais sans toutefois se servir à nouveau de leurs armes.

### Suicide des tireurs
À 12h00, les deux meurtriers retournent ensuite à la bibliothèque où toutes les victimes, excepté deux blessés, ont fui. Après quelques échanges de coups de feu avec les policiers situés à l'extérieur, ils se suicident à 12h08 d'une balle de pistolet dans la tempe gauche pour Klebold et d'une balle de fusil à pompe dans la bouche pour Harris. Les autorités signalent des bombes tuyaux à 13h00 et deux équipes d'intervention entrent dans l'école à 13h09 ; ils avancent de classe en classe, découvrant les élèves et les professeurs cachés. Tous les étudiants, les enseignants et employés de l'école furent emmenés, interrogés, puis soignés avant d'être transférés par autobus. Les policiers retrouvèrent les corps de la bibliothèque à 15h30.
À 16h00, le shérif fit une estimation initiale de 25 étudiants et enseignants morts. À 16h30, l'école fut déclarée sûre. Cependant, à 17h30, des agents supplémentaires furent appelés, car des explosifs ont été trouvés dans la voiture stationnée de Klebold. Le shérif décida alors de placer toute l'école comme scène de crime. Treize morts, y compris les tireurs, étaient encore à l'intérieur de l'école. À 22h45, la bombe de la voiture explosa quand un policier tenta de la désamorcer. La voiture fut endommagée, mais personne ne fut blessé.

### Après la tuerie
Le 21 avril, des démineurs ratissent l'école afin de trouver d'éventuelles bombes cachées. À 10h00, l'équipe de déminage déclare que le bâtiment est sûr. À 11h30, un porte-parole du shérif déclare qu'une enquête est lancée. À 14h30, une conférence de presse est organisée par le procureur Thomas David et le shérif John Stone. Ceux-ci expliquent qu'ils suspectent que d'autres personnes ont aidé les adolescents à réaliser leur tuerie. Tout au long de l'après-midi et en début de soirée, les corps sont progressivement retirés de l'école et emmenés afin d'être identifiés et autopsiés. À 17h00, les noms de plusieurs des morts sont connus. Un communiqué officiel est également publié en indiquant que 15 morts sont confirmés, ainsi que 24 blessés.
Le 30 avril, de hauts fonctionnaires du comté de Jefferson se réunissent pour décider s'ils doivent révéler l'existence du mandat de perquisition demandé par Michael Guerra un an plus tôt. Ils décident de ne pas divulguer cette information lors d'une conférence de presse tenue le 30 avril. Au cours des deux années suivantes, le rapport original de Guerra et les documents du dossier d'enquête sont perdus. Leur perte a été qualifiée de « troublante » par un grand jury convoqué après avoir appris l'existence du fichier, en avril 2001.
Dans le mois suivant le massacre, une attention particulière est portée sur Cassie Bernall et Rachel Scott, à qui l'un des deux tireurs aurait demandé « Crois-tu en Dieu ? ». Elles auraient répondu « oui » avant d'être tuées. Toutefois, l’existence de ces conversations est controversée.

## Raisons possibles du massacre
Beaucoup de débats ont eu lieu sur la motivation des assassins. Les réponses ont été lentes à venir et il n'y a pas eu de procès grâce auquel les victimes auraient pu exprimer les motivations de leur agression.

### Psychopathie et dépression
La première conclusion des enquêteurs fut que les deux adolescents s'étaient vengés de leurs « tyrans » qui les intimidaient depuis plusieurs années. Une théorie similaire a été développée par Brooks Brown dans son livre sur le massacre, en notant que les enseignants fermaient souvent les yeux sur ce genre de pratique. Selon des témoignages, des remarques homophobes ont été lancées envers Klebold et Harris.
Cinq années après l'évènement, le FBI et son équipe de psychologues et psychiatres, dont le Docteur Frank Ochberg, ont rendu publiques leurs conclusions dans un article. Ils ont fait valoir que Harris était un psychopathe atteint d'un sentiment de supériorité et que Klebold était dépressif.

### Jeux vidéo
Harris et Klebold étaient adeptes de jeux vidéo tels que Doom et Wolfenstein 3D. Harris créait des niveaux pour Doom qui ont été largement diffusés, et qui peuvent être encore trouvés sur Internet. Les rumeurs selon lesquelles certains de ces niveaux ressemblaient à l'école secondaire Columbine semblent fausses.
Plusieurs poursuites infructueuses ont été déposées contre les fabricants de certains jeux vidéo : Sony America, AOL/Time Warner, ID Software, Atari, Sega of America, Virgin Interactive Media, Activision, Polygram Film entertainment Distribution, New Line Cinema, GT Interactive Software, Nintendo à la suite de la fusillade de Columbine par les parents de certaines des victimes.

### Cinéma
Les deux adolescents étaient également des admirateurs de Tueurs nés (Natural Born Killers) d'Oliver Stone. Ils avaient notamment surnommé le jour de leur massacre « the holy April morning of NBK » (le saint matin d’avril de NBK) dans leur journal et leur vidéo.

### Facteurs environnementaux
Le climat social dans les écoles a été un sujet de discussion fréquent après les premières enquêtes. Il a été dit que Klebold et Harris ont été isolés du reste de leurs camarades de classe, ce qui a renforcé leur sentiment d'impuissance, d'insécurité et de dépression, ainsi que d'un fort besoin d'attention. Cela a été mis en doute, car Harris et Klebold avaient un cercle étroit d'amis avec lesquels ils sortaient régulièrement le week-end. Durant les semaines suivant la fusillade, les rapports des médias sur les deux élèves les montrèrent comme faisant partie du mouvement gothique. Harris et Klebold étaient considérés comme faisant partie d'un club appelé la « mafia Trenchcoat ».
La musique, principalement le heavy metal et des groupes comme Rammstein, KMFDM ou Marilyn Manson, ont été mis en cause,,.

### Choix de la date
En raison de l'ambiguïté des traces écrites de leur planification, de nombreuses théories existent encore sur le choix de la date. Une théorie affirme que la date initialement choisie était le 19 avril 1999. Cette date correspondait à l'anniversaire de l'attentat d'Oklahoma City et l'immolation des « Branch Davidians » à Waco. Les deux adolescents avaient en effet mentionné dans leur vidéo qu'ils voulaient « faire mieux » que ces deux évènements. Cependant, en raison des retards dans la fabrication des bombes au propane et à l'acquisition des munitions, la date a été reportée au 20 avril 1999. Cette date coïncide avec l'anniversaire d'Adolf Hitler, conduisant à des spéculations selon lesquelles les deux étudiants étaient des néo-nazis, bien que Dylan Klebold ait des origines juives du côté de son grand-père maternel.

## Conséquences

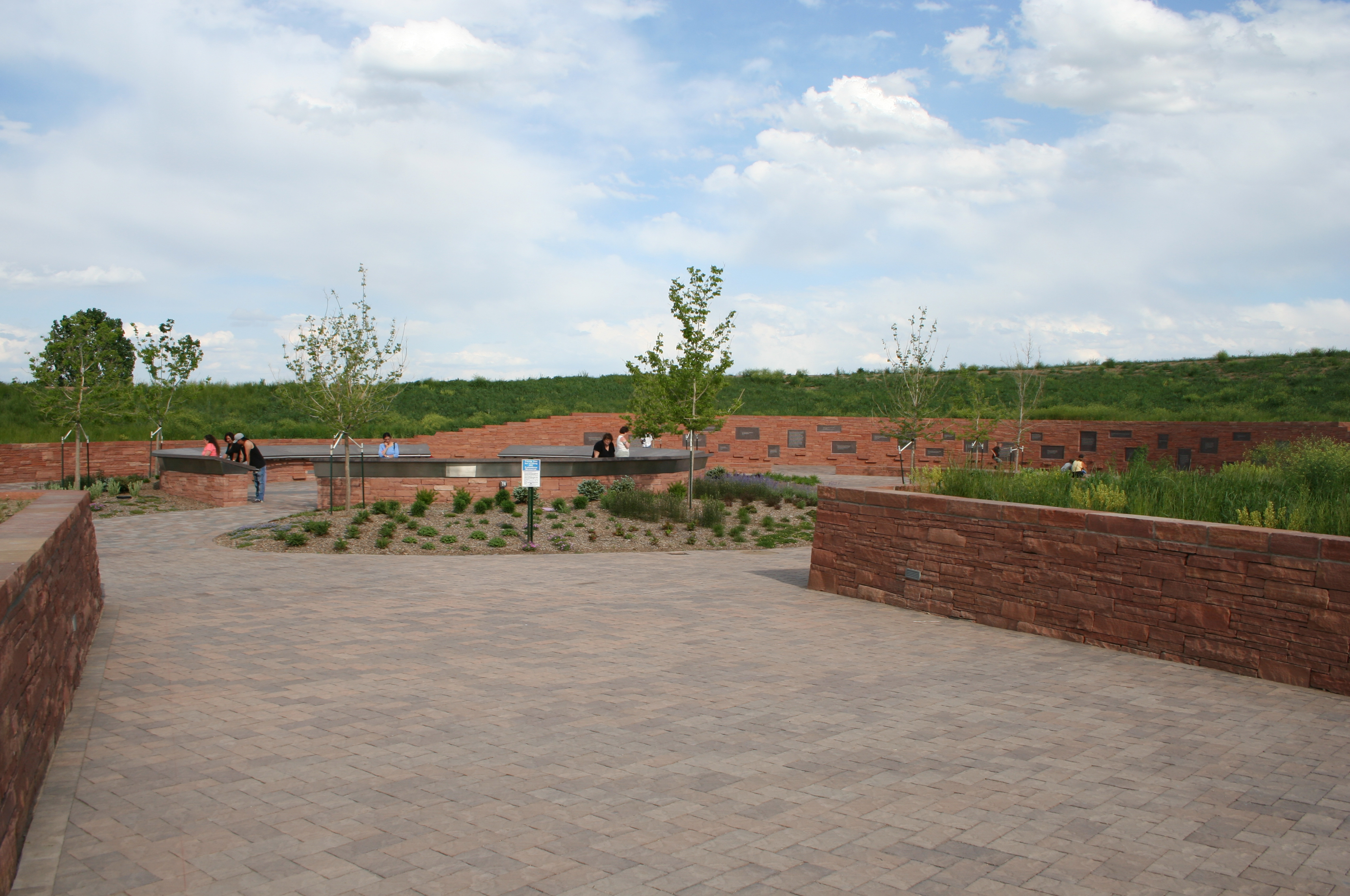
The Columbine memorial.

### Sécurité à l'école
À la suite de la fusillade de Columbine, les écoles à travers les États-Unis ont instauré de nouvelles mesures de sécurité telles que la fouille des sacs à dos, des détecteurs de métaux et des gardes de sécurité. Plusieurs écoles dans tout le pays ont mis en place un système de code d'identification généré par ordinateur pour chaque étudiant.

### Effets à long terme

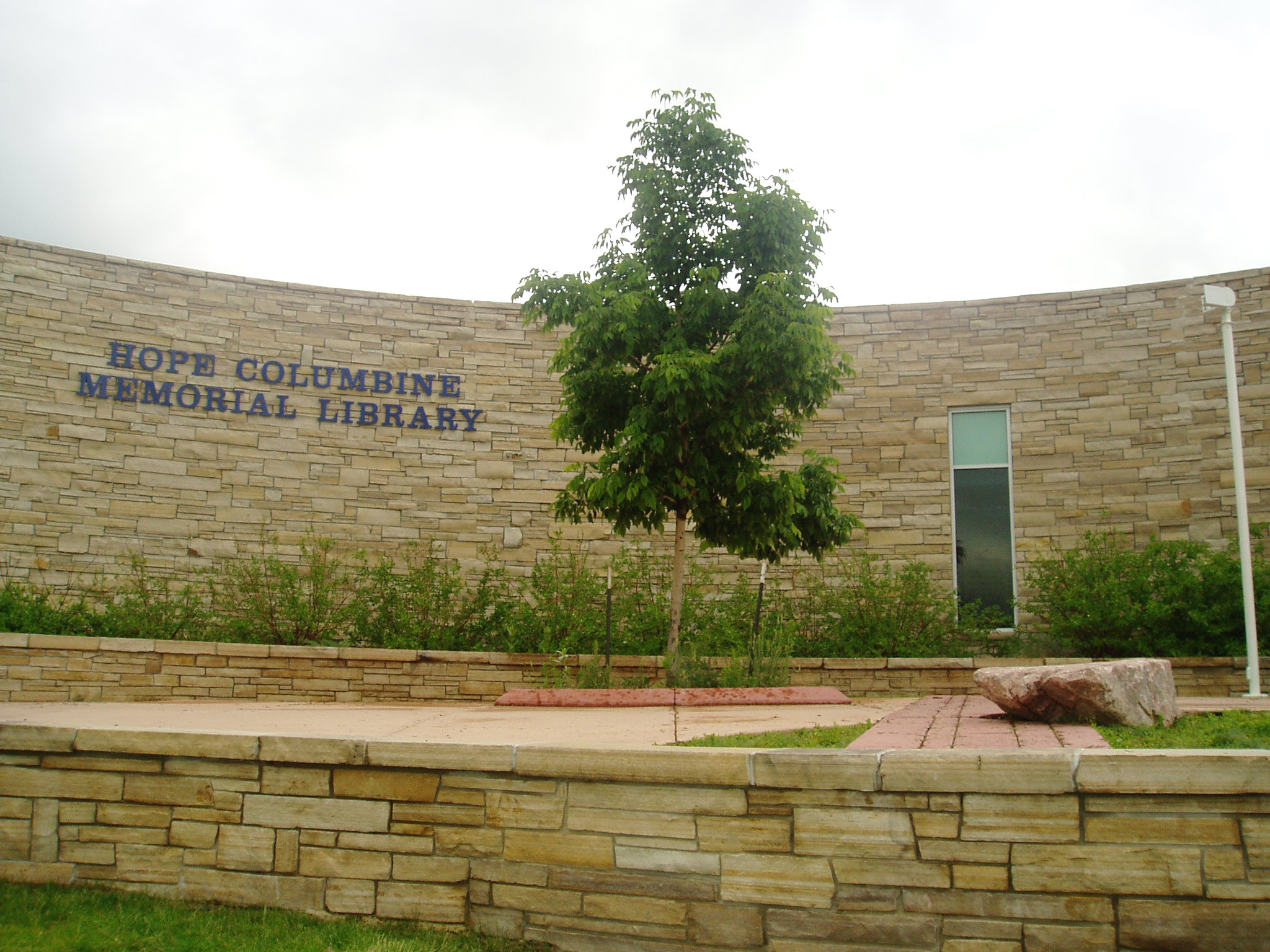
The Hope Columbine Memorial Library, bibliothèque-mémorial aux victimes de la fusillade.

Les services de police ont réévalué leurs tactiques ainsi que leur formation pour les situations similaires à Columbine. En effet, la vitesse et les techniques d'intervention du SWAT ont été critiquées. La police a suivi la tactique traditionnelle à Columbine, à savoir entourer le bâtiment puis mettre en place un périmètre afin de limiter les dégâts. Cette approche a été remplacée par une tactique qui prend en compte la présence d'un tireur actif dont l'intérêt est de tuer et non pas de prendre des otages. Les agents ont pour but de repérer et de neutraliser le tireur à tout prix avant qu'il ne fasse d'autres victimes. Dave Cullen, auteur du livre Columbine, a déclaré que « Ce nouveau protocole a été couronné de succès au cours des fusillades de la dernière décennie. À Virginia Tech, il a probablement sauvé des dizaines de vies. »

### Contrôle des armes
Le massacre a suscité beaucoup d'attention concernant le contrôle des armes à feu. En 2000, des législations fédérales ont été mises en place requérant des verrous de sécurité sur les armes à feu ainsi que l'interdiction de l'importation des magasins de munitions en grande capacité. Bien que des lois aient été adoptées interdisant aux criminels et aux mineurs d'acheter des armes, il y a eu une controverse considérable sur la législation relative à la vérification des antécédents à des expositions d'armes. De nouveaux débats ont été ouverts entre le National Rifle Association of America (lobby américain ayant pour but de promouvoir les armes à feu aux États-Unis) et la restriction qu’engendrent ces nouvelles lois sur le deuxième amendement de la Constitution des États-Unis,.

### Mémorial de Columbine
En 2000, la défenseur de la jeunesse et avocate Melissa Helmbrecht (en) a organisé, avec deux élèves survivants, un évènement souvenir à Denver appelé la « Journée de l'espoir »,.
Un mémorial permanent pour commémorer la fusillade du 20 avril 1999 et honorer les victimes a été érigé le 21 septembre 2007 à Clement parc, la prairie voisine où des mémoriaux improvisés ont été placés quelques jours après le massacre.